# سباق باريس روبيه 1984
طواف باريس 1984 هو سباق دراجات هوائية أقيم بتاريخ أبريل 8، تكون السباق من مرحلة واحدة، وامتدّ لمسافة 265.5 كم، وبسرعة 36.074 كم/س، استغرق السباق 7 ساعات و31 دقيقة و35 ثانية.